# Джентл, Джеймс
Джеймс Ка́тберт (Джимми) Джентл (англ. James Cuthbert (Jimmy) Gentle, 21 июля 1904, Бруклайн, Массачусетс, США — 22 мая 1986, Филадельфия, Пенсильвания, США) — американский футболист, нападающий, был в заявке сборной США на чемпионат мира 1930 года, на турнире на поле не выходил. Включён в Зал американской футбольной славы. Также известен как игрок сборной США по хоккею на траве, в составе которой завоевал бронзовую медаль на Олимпийских играх 1932 года в Лос-Анджелесе.

## Биография
Джеймс Джентл родился 21 июля 1904 года в американском городе Бруклайн.
В 1922 году он поступил в Пенсильванский университет и стал играть в его футбольной команде. Там он также занимался лёгкой атлетикой. Джентл окончил университет в 1926 году, имея степень бакалавра по экономике. Во время обучения в университете Джеймсу удалось сыграть матч в составе профессионального клуба Американской футбольной лиги — «Бостон Уандер Уоркерс», а после окончания университета он подписал контракт с клубом «Филадельфия Филд Клаб».
В 1930 году он был вызван в национальную сборную США для участия в первом чемпионате мира по футболу, однако на поле Джеймс не выходил, а выполнял больше функции переводчика при общении с организаторами турнира, поскольку хорошо знал испанский язык.
В 1932 году Джентл, выступавший к тому времени за крикетный клуб Филадельфии, вошёл в состав сборной США по хоккею на траве на летних Олимпийских играх в Лос-Анджелесе и завоевал бронзовую медаль. Играл на позиции полузащитника, провёл 2 матча, мячей не забивал.
В 1936 году  вошёл в состав сборной США по хоккею на траве на летних Олимпийских играх в Лос-Анджелесе, занявшей 10-е место. Играл на позиции нападающего, провёл 3 матча, мячей не забивал.
По завершении футбольной карьеры Джеймс в течение шести сезонов кряду работал тренером команды «Хейверфорд Колледж». Чуть позже он увлёкся гольфом и стал членом Международной команды Американской ассоциации гольфистов-профессионалов.
Участвовал во Второй мировой войне. Был призван в американскую пехоту из резерва. Сражался в Италии и Рейнской области Германии. В 1956 году ушёл в отставку в звании полковника.
Впоследствии сделал успешную карьеру в качестве страховщика.
Умер 22 мая 1986 года в американском городе Филадельфия.